# Lukov (okres Znojmo)
Lukov (německy Luggau) je městys v okrese Znojmo v Jihomoravském kraji. Žije zde 259 obyvatel.

## Historie
První písemná zmínka o obci pochází z roku 1284 v listině, týkající se patronátu kláštera v Louce nad lukovskou farou (fara byla doložena už v roce 1235).
Narodil se tu Adalbert Dungel (1842–1923), rakouský benediktinský mnich, opat kláštera Göttweig a politik, na přelomu 19. a 20. století poslanec Říšské rady.
Od 24. září 2008 byl obci obnoven status městyse.

## Pamětihodnosti
- Zřícenina hradu Nový Hrádek
- Pravěké hradiště Ostroh u Lukova západně od Nového Hrádku
- Kostel svatého Jiljí
- Boží muka u silnice do Horního Břečkova
- Jezy na Dyji u bývalého Novohradeckého mlýna a u bývalého Faltýskova mlýna
- Socha svatého Floriána

## Galerie

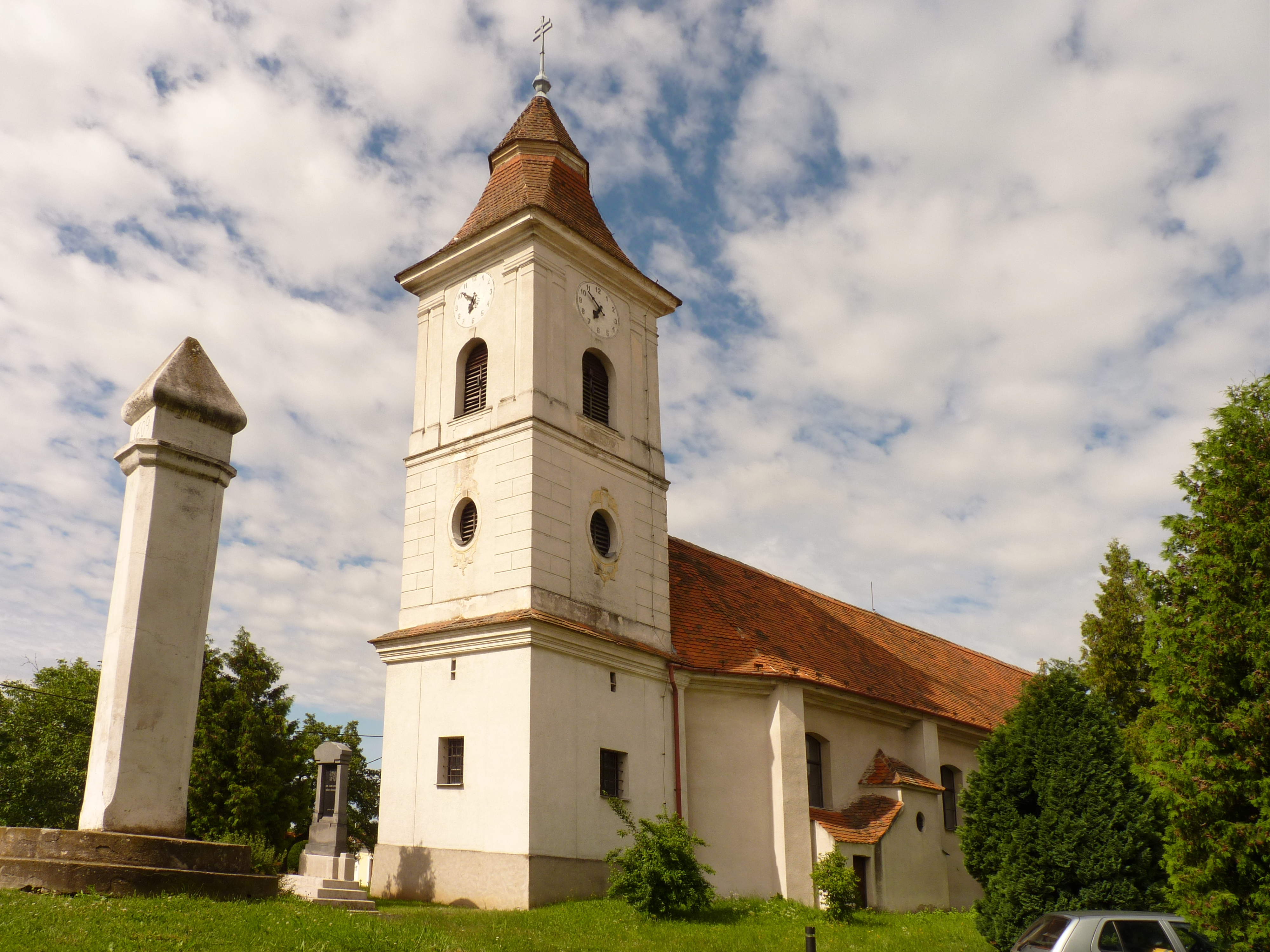
Kostel svatého Jiljí a kamenný pranýř
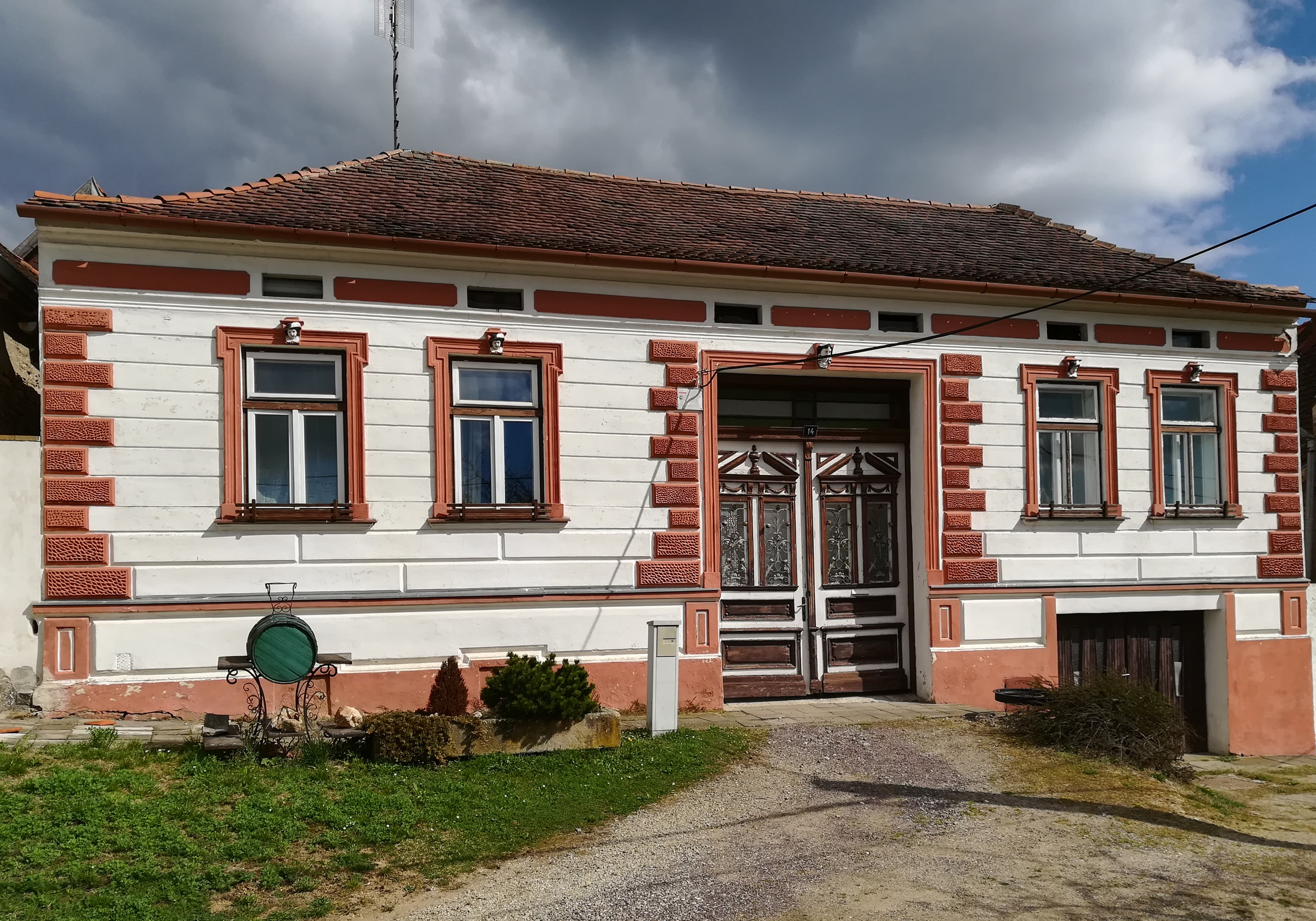
Dům č. p. 14
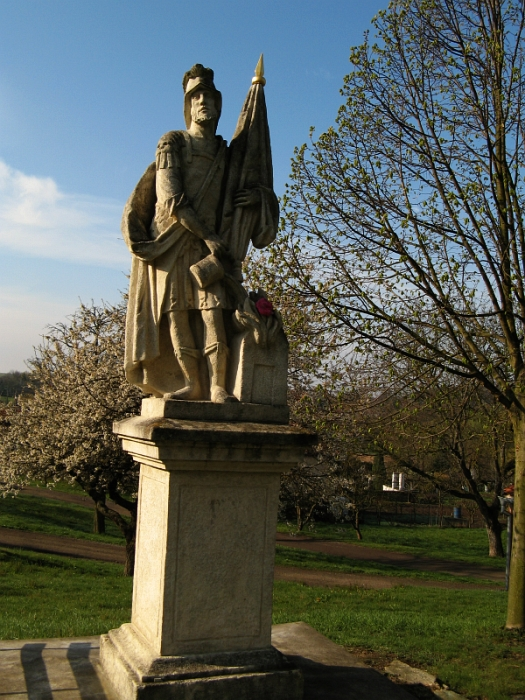
Socha svatého Floriána
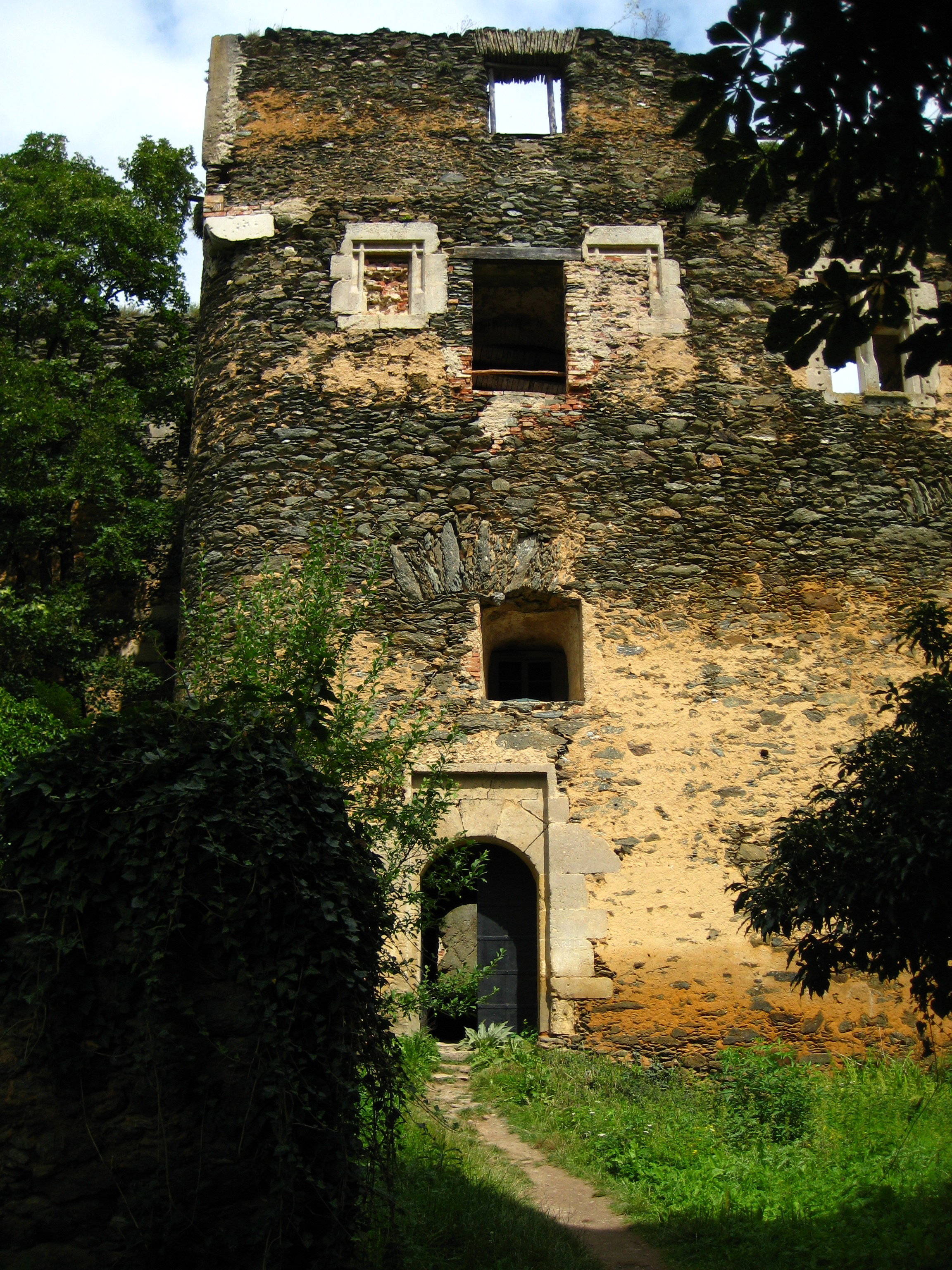
Zřícenina Nový Hrádek